# 長谷川淳 (工学者)
長谷川 淳（はせがわ じゅん、1943年12月13日 - ）は、日本の工学者。工学博士（北海道大学）。専門、電力工学。電力系統工学。北海道出身。

## 来歴
- 1966年 北海道大学工学部 卒業
- 1971年 北海道大学大学院工学研究科電気工学専攻博士課程 修了
- 1971年 北海道大学工学部専任講師
- 1972年 北海道大学工学部助教授
- 1985年 北海道大学工学部教授
- 1998年 北海道大学留学センター長
- 2004年 北海道大学 停年退官、名誉教授。函館工業高等専門学校7代校長
- 2009年 函館工業高等専門学校 退官、名誉教授。北海道情報大学学長
- 2013年 北海道情報大学 退職。学校法人電子開発学園顧問。北海道電力社外監査役

この他、2005年から2006年まで電気学会92代会長も務めた。
2019年春の叙勲で瑞宝中綬章を受章。

## 著書
- 『電力工学』村山康宏と共著 森北出版 1987年3月
- 『現代電力輸送工学』関根泰次編 分担執筆 オーム社、1992年2月
- 『エネルギーと環境』北海道大学放送教育委員会編 分担執筆 北海道大学図書刊行会 1995年9月
- 『電力系統工学』大山力ほか共著 オーム社 2002年3月
- 『工学力のデザイン』仙石正和ほか共編 丸善 2007年1月